# Mampree (Paya Bakong)
Mampree is een bestuurslaag in het regentschap Aceh Utara van de provincie Atjeh, Indonesië. Mampree telt 198 inwoners (volkstelling 2010).